# Козлов Олексій Іванович
Олексій Іванович Козлов (нар. 31 січня 1911, місто Санкт-Петербург, тепер Російська Федерація — 4 травня 1982, місто Москва) — радянський державний діяч, міністр тваринництва СРСР, міністр сільського господарства і заготівель СРСР, міністр радгоспів СРСР. Кандидат у члени ЦК КПРС у 1952—1955 роках. Депутат Верховної ради РРФСР 2-го скликання. Депутат Верховної ради Казахської РСР 6-го скликання. Депутат Верховної ради СРСР 3—4-го скликань.

## Життєпис
Народився в родині робітника. Трудову діяльність розпочав у 1928 році колгоспником колгоспу «Новий шлях» Тверської губернії.
У 1932 році закінчив Ленінградський сільськогосподарський інститут (інститут молочного тваринництва), зоотехнік.
У 1932—1933 роках — старший зоотехнік Ріддерського м'ясорадгоспу № 323 Казахської АРСР.
У 1933—1937 роках — старший зоотехнік, у 1937—1938 роках — директор племінного радгоспу «Торосове» Ленінградської області.
У 1938—1939 роках — начальник Головного управління м'ясомолочних радгоспів Центрального району Народного комісаріату м'ясних і молочних радгоспів РРФСР — член колегії Народного комісаріату м'ясних і молочних радгоспів РРФСР.
Член ВКП(б) з 1939 року.
У 1939—1940 роках — заступник народного комісара м'ясних і молочних радгоспів РРФСР.
У 1940—1946 роках — заступник завідувача сільськогосподарського відділу ЦК ВКП(б).
26 березня 1946 — 4 лютого 1947 року — міністр тваринництва СРСР.
4 лютого 1947 — 10 липня 1948 року — начальник Головного управління тваринництва Міністерства сільського господарства СРСР і заступник міністра сільського господарства СРСР.
10 липня 1948 — 15 березня 1953 року — завідувач сільськогосподарського відділу ЦК ВКП(б) (КПРС).
15 березня — 1 вересня 1953 року — міністр сільського господарства і заготівель СРСР.
1 вересня 1953 — 2 березня 1955 року — міністр радгоспів СРСР. Знятий з посади і виведений з числа кандидатів у члени ЦК КПРС «як такий, що не впорався з роботою».
У 1955—1960 роках — директор Чистовського зернорадгоспу Північно-Казахстанської області.
У 1960—1961 роках — міністр радгоспів Казахської РСР.
У 1961—1962 роках — начальник Цілиноградського крайового управління радгоспів.
У 1962—1964 роках — 1-й заступник голови виконавчого комітету Цілинної крайової ради депутатів трудящих.
У 1964 році — 1-й заступник голови виконавчого комітету Смоленської сільської обласної ради депутатів трудящих.
У грудні 1964—1968 роках — 1-й заступник голови виконавчого комітету Смоленської обласної ради депутатів трудящих.
У 1968—1977 роках — заступник голови правління Всеросійського об'єднання міжколгоспних будівельних організацій.
З 1977 року — персональний пенсіонер у місті Москві.
Помер 4 травня 1982 року в Москві.

## Нагороди
- два ордени Леніна (6.11.1945; 25.12.1959)
- орден Вітчизняної війни І ст.
- два ордени Трудового Червоного Прапора
- медалі